# Église de Kastelli
L'église de Kastelli (finnois : Kastellin kirkko) est une église située dans le quartier d'Oulunsuu à Oulu en Finlande.

## Présentation
La construction du bâtiment s'achève en 1962. L'église était auparavant connue sous le nom d'église d'Oulunsuu.
Les vitraux de la nef sont réalisés par Unto Pusa. 
Le retable présente une peinture sur verre de 78 mètres carrés nommée à contre-jour et réalisée par Unto Pusa.
L'argenterie de l'église est conçue par Tapio Wirkkala.

## Galerie

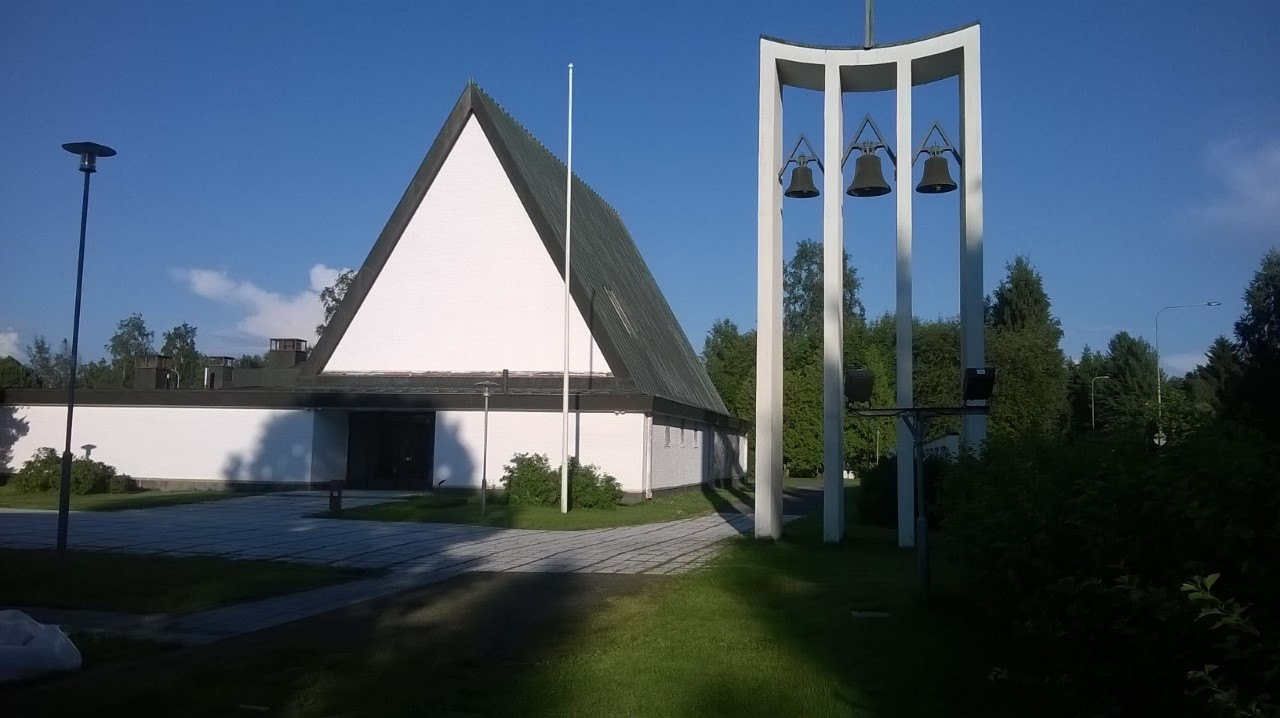
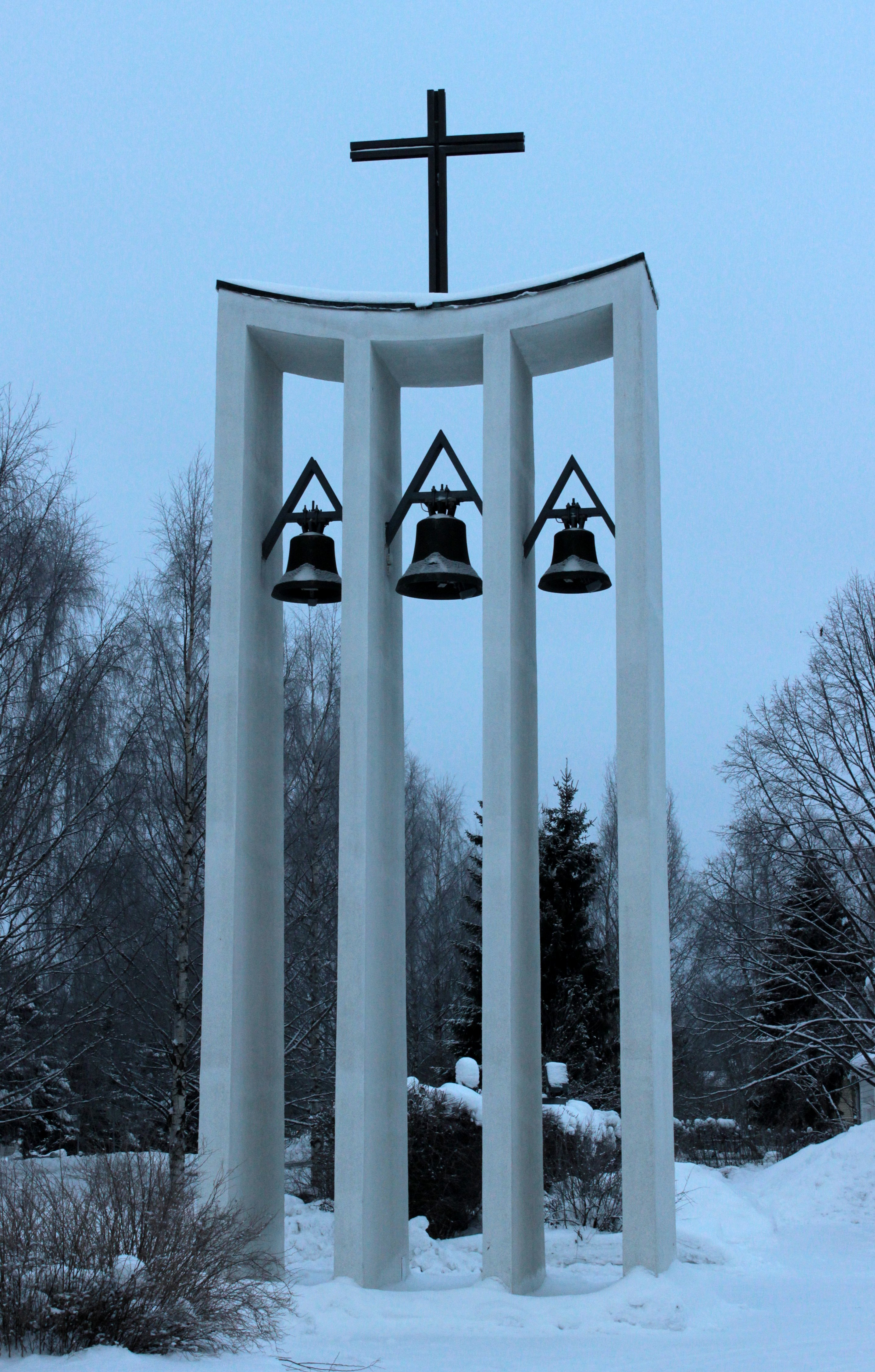
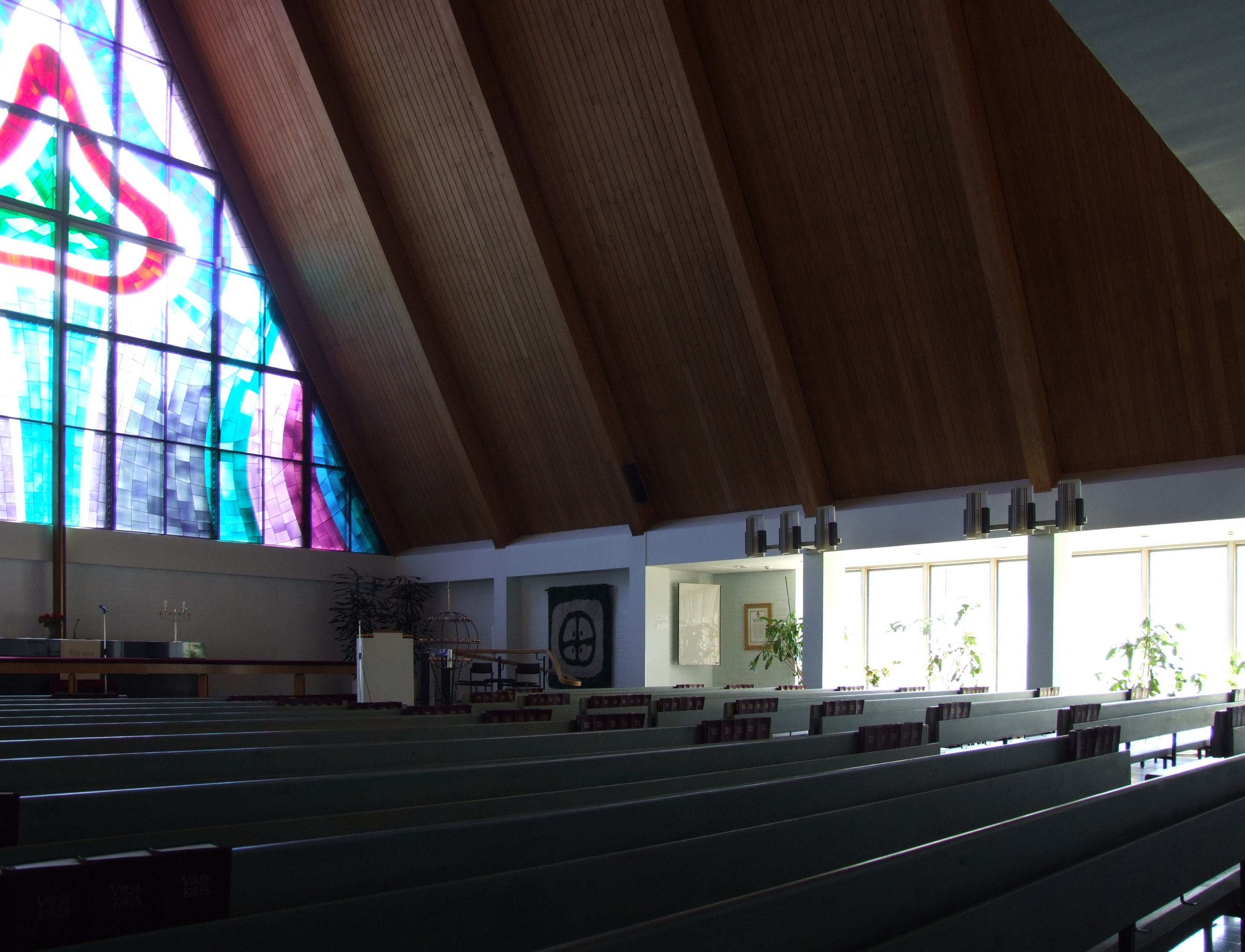